# IC 4224
IC 4224 је спирална галаксија у сазвјежђу Дјевица која се налази на листи објеката дубоког неба у Индекс каталогу.
Деклинација објекта је - 2° 30' 57" а ректасцензија 13h 19m 4,7s. Привидна величина (магнитуда) објекта IC 4224 износи 14,6 а фотографска магнитуда 15,3. IC 4224 је још познат и под ознакама MCG 0-34-27, CGCG 16-51, PGC 46420.